# Джої Беті
Джо́ї Бе́ті (англ. Joey Batey, англ. вимова: [ˈdʒoʊi ˈbeɪteɪ], Джо́уї Бе́йтей; народився в 1989 році, Ньюкасл-апон-Тайн, Велика Британія) — британський актор театру і кіно.

## Біографія
Джої Беті народився в Ньюкаслі. Закінчив Кембріджський університет, де вивчав лінгвістику, потім навчався акторській грі в міжнародній театральній школі мистецтв Жака Лекока в Парижі. Грав у театрі, з 2013 року знімається в кіно. Дебютною для Беті стала роль Гевіна Редмена в телесеріалі «Сучасний різник». У серіалі «Падіння Ордена» Беті зіграв роль П'єра, яка принесла йому відносну популярність, в серіалі «Біла королева» — Едуарда Вестмінстерського.
У 2019 році Беті зіграв роль барда Яскіра (Любистка) у першому сезоні серіалу «Відьмак» від американської компанії Netflix. Його робота отримала неоднозначні оцінки. Так, кінокритик видання The Independent Нік Хілтон назвав Яскіра у виконанні Беті «непотрібним і вкрай дратівливим персонажем». Проте актора запросили для виконання ролі й у другому сезоні серіалу, який вийшов на Netflix 2021 року.

Джої Беті — вокаліст і музикант інді-фолк гурту The Amazing Devil, а також основний автор текстів і композитор. Він та його співавторка Мадлен Хайленд познайомилися під час виступів у Королівській Шекспірівській компанії, і разом вони створили гурт у 2015 році, створюючи музику, яку Беті описав як музику, яку «сумні люди можуть слухати на вокзалах.» Гурт випустив три альбоми, серед яких Love Run (2016), та The Horror and the Wild (2020). Їхній останній альбом, Ruin, вийшов 31 жовтня 2021 року.

## Фільмографія
| Рік         |    | Українська назва                      | Оригінальна назва                             | Роль                    |
| ----------- | -- | ------------------------------------- | --------------------------------------------- | ----------------------- |
| 2013        | тф | По ту сторону вбивства                | Murder on the Home Front                      | Діксі                   |
| 2013        | с  | Біла королева                         | The White Queen                               | Едуард Вестмінстерський |
| 2013        | с  | Вайтчепел                             | Whitechapel                                   | Гевін Редман            |
| 2014        | ф  | Клуб бунтарів                         | The Riot Club                                 | хлопець                 |
| 2016        | вг | Dragon Quest Heroes II                | Dragon Quest Heroes II                        | Цезар                   |
| 2016        | с  | Маунт Плезант                         | Mount Pleasant                                | Гофер                   |
| 2016        | ф  | Художник вбиває себе                  | Bloody Cakes                                  | Колін Монткроукнокс     |
| 2017        | с  | У темряві                             | In the Dark                                   | Шеллі                   |
| 2017        | ф  | Кінозірки не вмирають в Ліверпулі     | Film Stars Do not Die in Liverpool            | Едді                    |
| 2017        | с  | Страйк                                | Strike                                        | Ел Рокба                |
| 2017 — 2018 | с  | Падіння Ордена                        | Knightfall                                    | П'єр                    |
| 2018        | с  | Шекспір і Хетевей: Приватні детективи | Shakespeare & Hathaway: Private Investigators | Каллум Беллімор         |
| 2018        | с  | Щасливчик                             | Stan Lee's Lucky Man                          | Боббі Хейс              |
| 2019        | с  | Війна світів                          | The War of the Worlds                         | Хендерсон               |
| 2019 —-     | с  | Відьмак                               | The Witcher                                   | Яскір                   |